# 漳坑
漳坑，是安徽省黄山市歙县深渡镇下的一个村落，距“三潭枇杷”所在地漳潭和绵潭約8华里。主要经济农作物有菊花、茶叶、毛峰、蚕桑，最近发展有果树产业，包括枇杷，桃子，西瓜，李子。其交通便利，有一条2009年浇筑的公路直接到达。附近村落有汪荆岭、后降、槐棠、碧溪，都是无污染的自然村落，都可以体验大自然的生活。主要分里外大队，里队主要以吴家姓氏为主，外队主要以鲍家姓氏为主。人口在500-800人之间。其邮政编码是245232。